# Gaoual
Gaoual est une ville de Guinée, située au nord-ouest du pays. Elle est le chef-lieu de la préfecture de Gaoual.

## Histoire
Gaoual viendrait du mot « Gawol », qui signifie « fossé »,en pular, du fait de la forme de la ville. Mais avec le temps, la déformation du mot « Gawol » donna « Gaoual ».[réf. nécessaire]

## Santé
La ville de Gaoual est dotée de plusieurs centres de santé.

## Religion
La principale religion de la ville est l’islam qui est loin devant par rapport au christianisme dont peu des habitants l’exerce.

## Population
À partir d'une extrapolation du recensement de 2014 (RGPH3), la population de Gaoual Centre a été estimée à 21 999 personnes.

## Personnalités liées à la ville
- Alfa Yaya Diallo, héros national et roi de Labé
- Bouna Sarr, footballeur sénégalo-guinéen
- Ousmane  Gaoual Diallo, ministre des Transports et porte-parole du gouvernement